# Carl Hiaasen
Carl Hiaasen (* 12.  března 1953) je americký spisovatel a novinář norského a irského původu. V roce 1974 absolvoval studium žurnalistiky na University of Florida, pracoval v deníku Miami Herald. Knihy psal zpočátku s Williamem Montalbanem a od roku 1986 samostatně. Také skládal texty pro zpěváka protestsongů Warrena Zevona.
Jeho romány vycházejí z prostředí rodné Floridy a spojují detektivní zápletky se satirou na turistický průmysl a jeho neblahé dopady na životní prostředí. Podle knihy Striptýz natočil roku 1996 Andrew Bergman stejnojmenný film s Demi Moore v hlavní roli. Hiaasen vydal také dětskou dobrodružnou knihu Soví houkání, která byla rovněž zfilmována. Hiaasenovy knihy patří k americkým bestsellerům a byly přeloženy do 34 jazyků. V roce 1992 získal literární cenu Dilys Award.
Hiaasen je známý také jako „objevitel“ Christophera Paoliniho.

## České překlady
- Jak nám zobák narost (1996)
- Striptýz (1996)
- Hebká kůže (1998)
- Tolik štěstí najednou (1999)
- Citlivé místo (2001)
- Naostro (2005)
- Soví houkání (2006)
- Jak potopit Korálovou královnu (2007)
- Přirozená dívka (2008)
- Chramst (2014)